# Canal Vasco
Canal Vasco était une chaîne de télévision espagnole. Lancée en 2001, elle appartient au groupe de télévision de la communauté autonome d'Euskadi, Euskal Telebista. La chaîne a fusionné en 2021 avec  ETB Sat créant EITB Basque.

## Présentation
À l'instar de ETB Sat, elle est destinée à la diaspora basque et reprend une partie des émissions des deux principales chaînes du groupe, ETB 1 (en basque) et ETB 2 (en espagnol). La programmation de cette chaîne est tournée vers les communautés basques du continent américain. De fait, la grille des programmes reprend essentiellement des émissions en espagnol, les programmes en basque étant systématiquement sous-titrés.
Canal Vasco est diffusé par satellite (Hispasat). Média généraliste, il diffuse des émissions d'information, des dessins animés, des documentaires, des variétés et des retransmissions sportives. Actuellement, il diffuse las mêmes émissions que ceux de ETB Sat. La part de programmes repris en direct était moindre que celle de ETB Sat du fait du décalage horaire. La chaîne diffusait « Canal Vasco News » un journal télévisé spécifique pour les communautés basques du continent américain.

### Sources
- (es) Cet article est partiellement ou en totalité issu de l’article de Wikipédia en espagnol intitulé « Canal Vasco » (voir la liste des auteurs).